# Ema Kogure
Ema Kogure (小暮英麻), född 31 oktober 1976, är en japansk röstskådespelare som arbetar för Mausu Promotion. Hon föddes i Osaka prefektur, men växte upp i Adachi, Tokyo.

## Röstroller

### TV-animation
- Chrono Crusade (Sister Mary)
- Codename: Kids Next Door (Numbuh 3 (Kuki Sanban))
- Gilgamesh (Cinque)
- Go! Go! Itsutsugo Land (Karin)
- Hanaukyo Maid Team (Ringo)
- Hand Maid May (Naomi Ryuzaki, Miyuki)
- Invader Zim (Tak)
- Lilo & Stitch: The Series (Yuki)
- Mermaid Melody Pichi Pichi Pitch (Caren)
- Naruto (Naruto Uzumaki's Sexy Technique)
- Sasami: Mahou Shōjo Club (Ryo-Ohki)
- Secret of Cerulean Sand (Jane Buxton)
- Night Wizard The ANIMATION (Akari Himuro+Anzelotte)

### OVA
- Fushigi Yūgi Eikoden (Saori Kawai)
- To Heart 2 (Waitress of Mystery)

### Videospel
- Bloody Roar 4 (Mana the Ninetails)
- Boktai series (Lita, Carmilla)
- Crash Bandicoot: The Wrath of Cortex (Coco Bandicoot)
- Crash Nitro Kart (Coco Bandicoot)
- Crash Twinsanity (Coco Bandicoot)
- Di Gi Charat Fantasy (Hinagiku)
- Galaxy Angel series (Almo)
- Shinobido: Way of the Ninja (Princess)
- Lunar Knights (Carmilla)
- Way of the Samurai (Suzu)
- Princess Maker 5 (Michiru Kobayakawa)

### Dubbningroller
- H2O: Just Add Water (Charlotte Watsford)
- ER Season 12, Episode 252 (Sidney)